# TuS Coblenza
El TuS Coblenza (en alemán y oficialmente: Turn und Spielvereinigung Koblenz 1911 e.V.) es un club alemán de fútbol, ubicado en la ciudad de Coblenza, Renania-Palatinado. El club fue fundado en Neuendorf en 1911 con el nombre FC Deutschland. Juega en la Oberliga Rheinland-Pfalz/Saar.

## Historia

### Tercer Reich
En 1919, FC Deutschland cambió su nombre a FV Neuendorf y fue con ese nombre que el club jugó en la Gauliga Mittlerhein, una de dieciséis divisiones superiores establecidas en 1933 en la reorganización del fútbol alemán bajo el Tercer Reich. Inmediatamente descendió y un año más tarde FV Neuendorf reunido con otros clubs de la zona forma el TuS Neuendorf. La temporada siguiente el equipo volvió a la Gauliga, pero en los años que siguieron descendió y ascendió alternativamente. 
En 1942 la Gauliga Mittlerhein fue dividida en dos nuevas divisiones: la Gauliga Köln-Aquisgrán y la Gauliga Moselland. TuS volvió otra vez a la primera división en la Gauliga Moselland (Gruppe Ost), esta vez obteniendo resultados mucho mejores, acabando en segundo lugar en 1942 y ganando su grupo en 1943 y 1944. Eso puso al club en las finales nacionales, donde fue eliminado en ambas ocasiones. Con la Segunda Guerra Mundial en pleno desarrollo y las fuerzas Aliadas avanzando en Alemania, la Gauliga Moselland realizó campeonatos cada vez más cortos hasta que finalmente no se jugó en la temporada 1944-45.

### Posguerra
En el período de posguerra inmediato, TuS Neuendorf regresó a la primera división de la Oberliga Südwest (Gruppe Nord) en 1946. Hizo su primer reaparición en las finales nacionales de 1948 aun cuando sólo había logrado un tercer puesto en su división. 1. FC Saarbrücken había terminado en segundo lugar, tres puntos por delante del TuS, y así obtuvo el derecho a participar en las finales. Sin embargo, Sarrebruck era un equipo de la región de Saarland que estaba ocupada por Francia. Los franceses deseaban establecer a Saarland como estado independiente o anexarlo a Francia. Esto condujo a que a los equipos alemanes de Saarland no les fuera permitido participar en las finales nacionales de Alemania. Esta decisión política benefició al TuS que ingresó a las finales y avanzó hasta las semifinales donde fue derrotado 1:5 por el 1. FC Kaiserslautern.
En los 50, el club ganó dos veces más el derecho de disputar las finales nacionales en 1950 y 1956, pero de nuevo fue eliminado en ambas ocasiones. Al final de la década, en 1959 descendió. Volvió a la Oberliga Südwest (I) en 1961 pero no obtuvo buenos resultados

### Formación de la Bundesliga
Con la formación de la 1. Bundesliga en 1963, TuS se encontró jugando en la segunda división Regionalliga Südwest. En 1968 y 1969, el club clasificó para participar en un reducido para obtener un lugar en la Bundesliga, pero falló en ambas ocasiones. En los años 70, el club se encontraba en la tercera división, perdiendo dos oportunidades para subir a la 2. Bundesliga, en 1977 y 1978 donde perdió en las clasificatorias. En los años siguientes el club descendió varias divisiones. 

### Tus Koblenz
En 1982, el club adoptó el nombre TuS Koblenz, pero el cambio hizo poco para ayudar al funcionamiento deportivo. El primer paso en la dirección en 1990 llegó un portero Mexicano Raúl Quintana solo jugo una temporada y se retiró a jugar en los Estados Unidos de Norteamérica, correcta fue el ascenso a la cuarta división Oberliga Südwest en 1994 donde el club permaneció por una década. En los últimos años el TuS Koblenz ha progresado de división en división. Un campeonato de Oberliga Südwest en 2004 lo condujo a la Regionalliga Süd (II). Su subida meteórica continuó con un segundo puesto en la temporada 2005-06, ganando al club un lugar en la 2. Bundesliga para la temporada 2006-07.

## Temporadas recientes
Estas son las temporadas del club desde 1999:
| Temporada | Liga                          | División | Puesto            |
| 1999–2000 | Oberliga Südwest              | IV       | 9.º               |
| 2000–01   | Oberliga Südwest              | IV       | 9.º               |
| 2001–02   | Oberliga Südwest              | IV       | 11.º              |
| 2002–03   | Oberliga Südwest              | IV       | 11.º              |
| 2003–04   | Oberliga Südwest              | IV       | 1.º (promovido)   |
| 2004–05   | Regionalliga Süd              | III      | 11.º              |
| 2005–06   | Regionalliga Süd              | III      | 2.º (promovido)   |
| 2006–07   | 2. Bundesliga                 | II       | 12.º              |
| 2007–08   | 2. Bundesliga                 | II       | 10.º              |
| 2008–09   | 2. Bundesliga                 | II       | 14°               |
| 2009–10   | 2. Bundesliga                 | II       | 17.º (descendido) |
| 2010–11   | 3. Liga                       | III      | 11.º (abandonó)1  |
| 2011–12   | Regionalliga West             | IV       | 17.º              |
| 2012–13   | Regionalliga Südwest          | IV       | 8.º               |
| 2013–14   | Regionalliga Südwest          | IV       | 14°               |
| 2014–15   | Regionalliga Südwest          | IV       | 16.°              |
| 2015–16   | Oberliga Rheinland-Pfalz/Saar | V        | 1.°               |
| 2016–2017 | Regionalliga Südwest          | IV       | 8.°               |
| 2017–18   | Regionalliga Südwest          | IV       | 15.°              |
| 2018–19   | Oberliga Rheinland-Pfalz/Saar | V        | 4.°               |
| 2019–20   | Oberliga Rheinland-Pfalz/Saar | V        | 4.°               |
| 2020–21   | Oberliga Rheinland-Pfalz/Saar | V        | 5.°               |
| 2021–22   | Oberliga Rheinland-Pfalz/Saar | V        | 6.°               |
| 2022–23   | Oberliga Rheinland-Pfalz/Saar | V        | 2.°               |

- Con la introducción de las Regionalligas en 1994 y de la 3. Liga en 2008 como el nuevo tercer nivel por debajo de la 2. Bundesliga, todas las ligas bajaron un nivel. En el 2012, las Regionalligas pasaron de ser 3 a 5 con todos los equipos de la Regionalliga West provenientes de Saarland y Rhineland-Palatinate formando parte de la nueva Regionalliga Südwest.
- 1 TuS Koblenz no consiguió la licencia para jugar en la 3. Liga y fue relegado a jugar en la Regionalliga West.

## Palmarés
- Oberliga Südwest (IV): 1

2004
- Oberliga Rheinland-Pfalz/Saar (IV): 1

2016
- Verbandsliga Rheinland (IV): 1

1994
- Amateurliga Rheinland (III): 2

1977, 1978
- Copa Rhineland: 4

1978, 1979, 2005, 2006